# Тепфер, Вернер
Вернер Тепфер (Вернерc Тепферc, латыш. Verners Tepfers; 9 октября 1893 год, Иецава — 22 ноября 1958 год, Стокгольм) — политический и военный деятель Латвии.
В 1916 году окончил юридический факультет Московского университета.
Главный военный прокурор (1924 г.).
В 1934—1940 гг. — председатель товарищества Военного музея Латвии.
Один из подписантов Меморандума Центрального Совета Латвии от 17 марта 1944 года. В 1944—1946 гг. — председатель Латвийского Центрального Совета (Latvijas Centrālā padome).
Кавалер военного ордена Лачплесиса, ордена Трех звёзд и шведского ордена Полярной звезды.